# Уманец, Сергей Игнатьевич
Сергей Игнатьевич Уманец (псевдоним У-ц, С., 14 июня 1859, Москва  — 1917, Петроград) — русский ученый-востоковед, публицист, переводчик, многолетний чиновник печатного и цензурного ведомств. 

## Биография
Родился в Москве 14 июня 1859 года. Рано осиротев, воспитывался вместе с братом Львом Уманцом в семье Никиты Гилярова-Платонова.
С 28 октября 1896 года работал в министерстве внутренних дел в Главном управлении по делам печати. С 4 февраля 1897 года занимал должность чиновника по особым поручениям при Главном управлении по делам печати.
С 30 декабря 1899 года по 18 января 1903 года — старший цензор русского и европейских языков Кавказского цензурного комитета. В 1906—1907 годах — цензор в Санкт-Петербургском цензурном комитете.
Являлся многолетним сотрудником журнала «Исторический Вестник».